# ディープ・フォレスト
ディープ・フォレスト (Deep Forest) は、エリック・ムーケと、ミシェル・サンチェーズからなるフランスの音楽ユニットである。基盤となるエレクトロニカ（電子音楽）上に、世界各国・各地域の民族音楽をサンプラー演奏、もしくは実演奏している。2005年にサンチェーズが脱退。現在はムーケのソロ・プロジェクトとなっている。

## 概要
シーケンスのドラム・ベース・シンセサイザーなど「打ち込み音」によるトラック（カラオケ）の上に、あらかじめ録音された人間の肉声（節回し・叫び声）・動物の声・自然音などを（装飾音やオブリガート風に）要所要所に散りばめてゆく。
後期になると歌そのものを前面に押し出した楽曲が増えてゆくものの、電子楽器の上に多様な人声をかぶせてゆくといった傾向は健在である。
デビュー・アルバム『アフリカン・コーリング』は、1993年グラミー賞でベスト・ワールド・アルバム賞に選ばれた。
1996年にはセカンド・アルバム『ボエム』が賞を受ける。ディープ・フォレストのアルバム売上収益の一部は慈善団体に寄付される。
なお、ディープ・フォレストの曲「Sweet lullaby」や「フリーダム・クライ」（ホンダ・シビックEK型CM曲、1996年-1998年）は日本でCM曲として使われたことがある。
アルバム『ミュージック・ディテクテッド』（2002年）には、元ちとせをフィーチャーした曲も含まれている。
1995年公開の映画『ストレンジ・デイズ』のサントラにピーター・ガブリエルと共に参加し、テーマ曲「ホワイル・ジ・アース・スリープス」は、傑作として有名になった。 
さらに2004年には初めての日本映画となる、神山征二郎監督『草の乱』の音楽を担当し、同名のオリジナルサウンドトラックCDもリリースされている。

## ディスコグラフィ
スタジオ・アルバム
- 『アフリカン・コーリング』 - Deep Forest (1992年) ※テレックスのダン・ラックスマンがプロデュース
- 『ボエム』 - Boheme (1995年) ※テレックスのダン・ラックスマンがプロデュース
- 『コンパルサ』 - Comparsa (1998年)
- 『ミュージック・ディテクテッド』 - Music Detected (2002年)
- 『ディープブラジル』 - Deep Brasil (2008年)
- Deep India (2013年) ※Deep Forest & Rahul Sharma名義
- Deep Africa (2013年) ※Deep Forest Eric Mouquet名義
- Evo Devo (2016年)

ライブ・アルバム
- 『メイド・イン・ジャパン』 - Made in Japan (1999年)

サウンドトラック・アルバム
- 『パシフィーク』 - Pacifique (2000年)
- 『草の乱』 - Kusa no Ran (2004年) ※日本限定盤

コンピレーション・アルバム
- 『エッセンス・オブ・ディープ・フォレスト - ベスト・オブ 1994-2003』 - Essence of Deep Forest (2003年) ※日本限定盤
- Essence of the Forest (2004年)

### シングル
- "Deep Forest" (1992年)
- "Sweet Lullaby" (1992年)
- "White Whisper" (1992年)
- "Forest Hymn" (1993年)
- "Savana Dance" (1994年)
- "Undecided" (1994年) ※ユッスー・ンドゥールとのコラボレーション
- "Boheme" (1995年)
- "Boheme" (1995年) ※上記のリミックス
- 「マルタズ・ソング」 - "Marta's Song" (1995年) ※マルタ・セバスチャンとのコラボレーション
- "Marta's Song" (1995年) ※上記のリミックス
- 「ホワイル・ジ・アース・スリープス」 - "While the Earth Sleeps" (1996年) ※ピーター・ガブリエルとのコラボレーション
- "Bohemian Ballet" (1996年) ※プロモ
- 「フリーダム・クライ」 - "Freedom Cry" (1997年)
- 「マダズール」 - "Madazulu" (1997年)
- "Media Luna" (1998年)
- 「ヌーンデイ・サン」 - "Noonday Sun" (1998年)
- "Hunting" (1999年) ※ライブ
- "Sweet Lullaby" (1999年) ※ライブ
- "Pacifique" (2000年)
- "Deep Blue Sea" (2002年) ※アングンとのコラボレーション
- "Endangered Species" (2002年)
- "Will You Be Ready" (2002年) ※プロモ
- Kojo no tsuki（feat.Tsuji）（2022年）※辻仁成とのコラボレーション